# Karol Dankwart

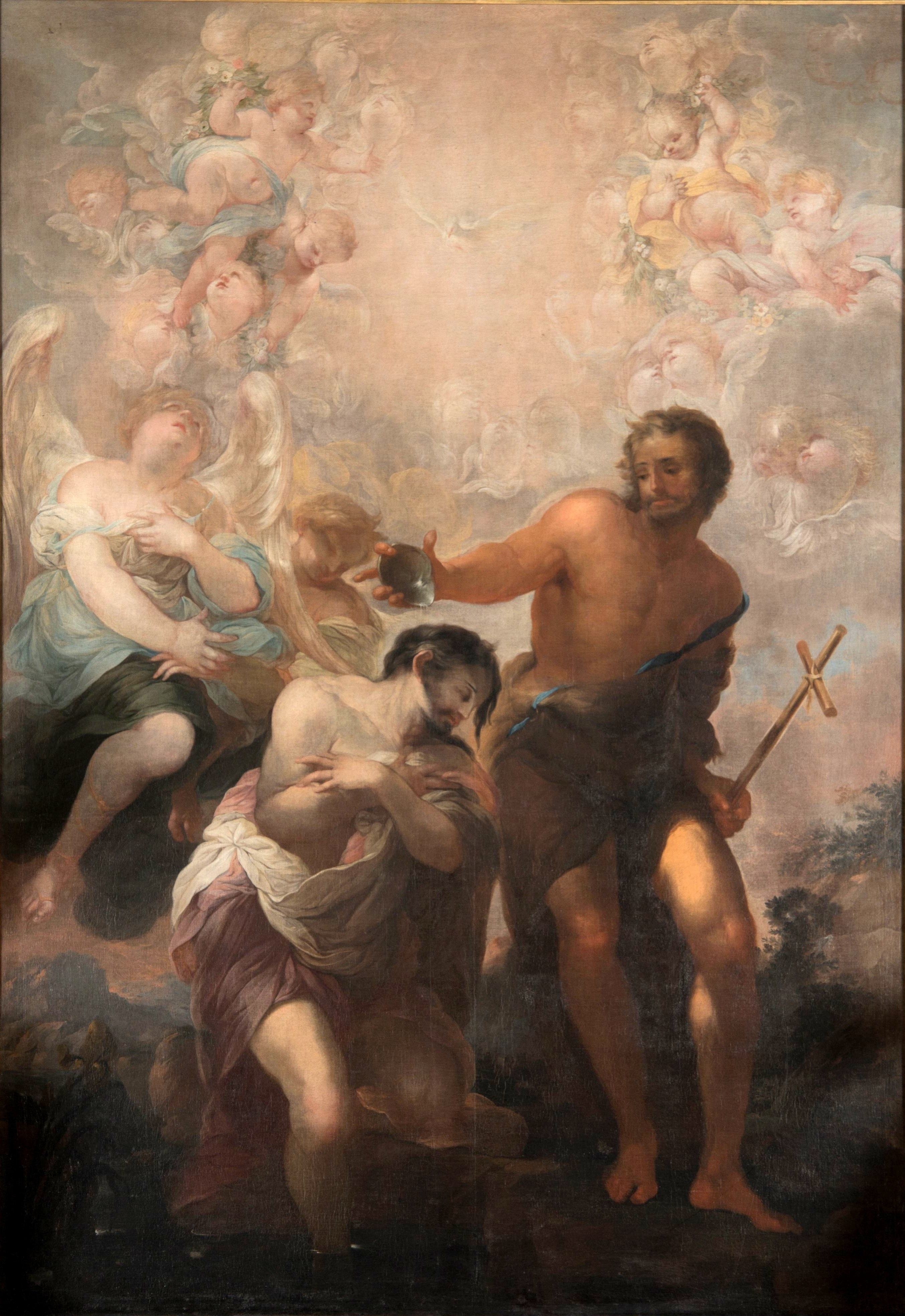
Obraz Chrzest Chrystusa (olej na płótnie, 1699) znajdujący się w kościele św. Anny w Krakowie

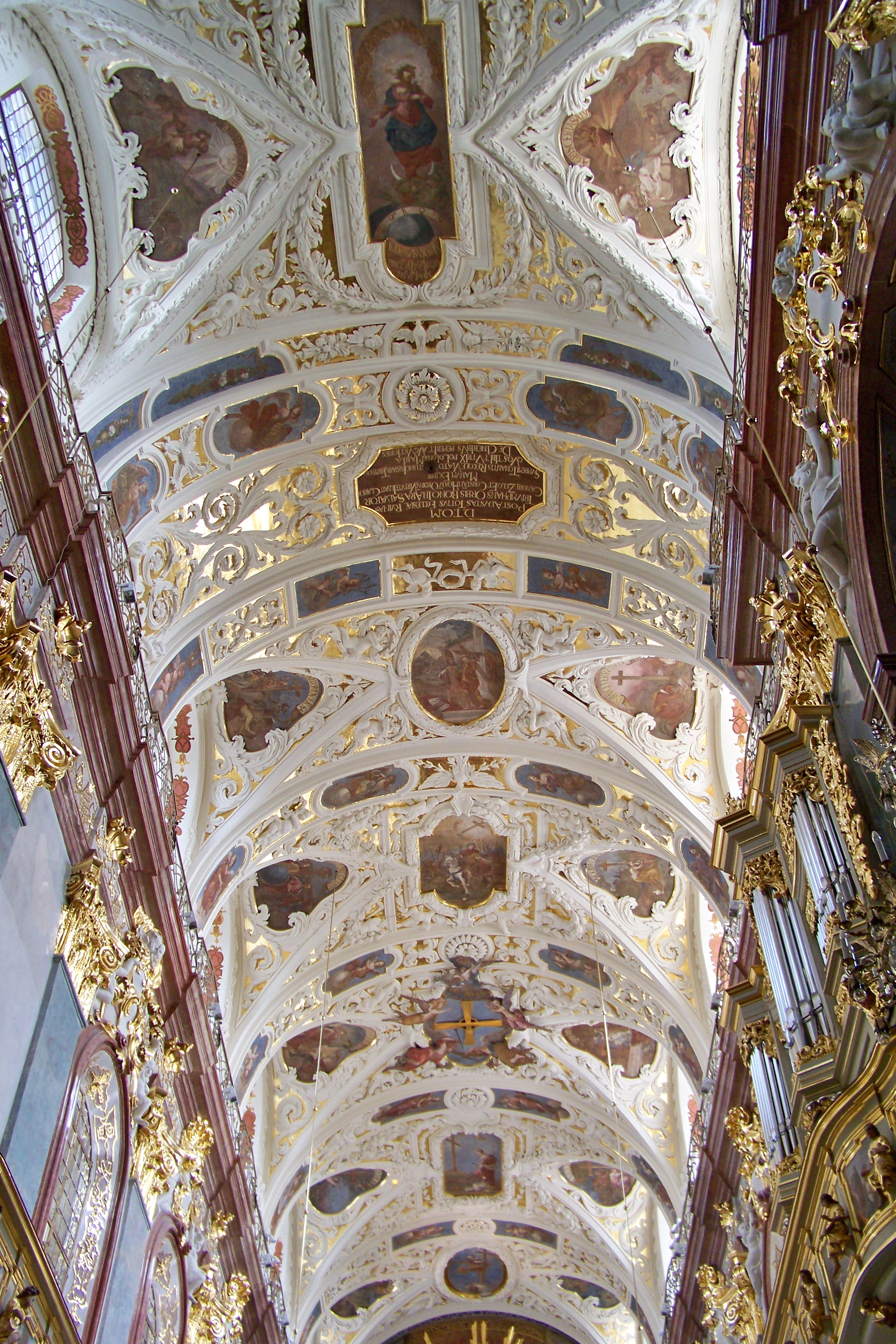
Medaliony przedstawiające historię obrazu i dzieje odnalezienia Krzyża Świętego, sklepienie bazyliki jasnogórskiej

Karol Dankwart (zm. 23 maja 1704 w Nysie) – szwedzki malarz działający na przełomie XVII i XVIII wieku na Śląsku i w Polsce.
Jego ojcem był pułkownik armii szwedzkiej. Pierwsze informacje o Karolu Dankwarcie pochodzą z 1686, kiedy to w Głogowie ożenił się. Nie wiadomo, gdzie i u kogo uczył się malarstwa, przypuszcza się, że nauki pobierał na Śląsku. Przed rokiem 1694 dokonał konwersji na katolicyzm. Kolejny raz ożenił się w 1695 w Nysie. Był nadwornym malarzem króla Jana III Sobieskiego co najmniej od 1696 r.. W jego dorobku dominują wielkopowierzchniowe malowidła ścienne i obrazy sakralne, wykonywane na zamówienie instytucji katolickich, w dużej mierze jezuitów. Pracował artystycznie w Nysie, Otmuchowie i Kłodzku, później w Częstochowie (dekoracja malarska bazyliki, zakrystii i refektarza na Jasnej Górze) oraz w Krakowie, gdzie był autorem dekoracji w kościele św. Anny (wraz z Baltazarem Fontaną, Karolem i Innocentym Montim). Około 1701 roku pracował w kaplicy św. Jacka w kościele Dominikanów i prawdopodobnie w kościele św. Andrzeja. 
Najmłodszymi wśród udokumentowanych prac Dankwarta są polichromie jezuickiego kościoła w Poznaniu, które powstały w 1701 r. Oprócz wielu dzieł Dankwarta w kościołach i klasztorach, kilka jego obrazów znajduje się w kolekcji Muzeum w Nysie.
Był ojcem córki Barbary (1687) z pierwszego małżeństwa i dwóch synów: Jana Juliana (1696) oraz Jana Jakuba (1698).